# Монтово
Монтово (пол. Montowo, нім. Gut Montowo) — село в Польщі, у гміні Ґродзічно Новомейського повіту Вармінсько-Мазурського воєводства.
Населення — 463 особи (2011).
У 1975-1998 роках село належало до Торунського воєводства.

## Демографія
Демографічна структура станом на 31 березня 2011 року:
|          | Загалом | Допрацездатний вік | Працездатний вік | Постпрацездатний вік |
| -------- | ------- | ------------------ | ---------------- | -------------------- |
| Чоловіки | 240     | 67                 | 149              | 24                   |
| Жінки    | 223     | 54                 | 122              | 47                   |
| Разом    | 463     | 121                | 271              | 71                   |